# Península de Chita

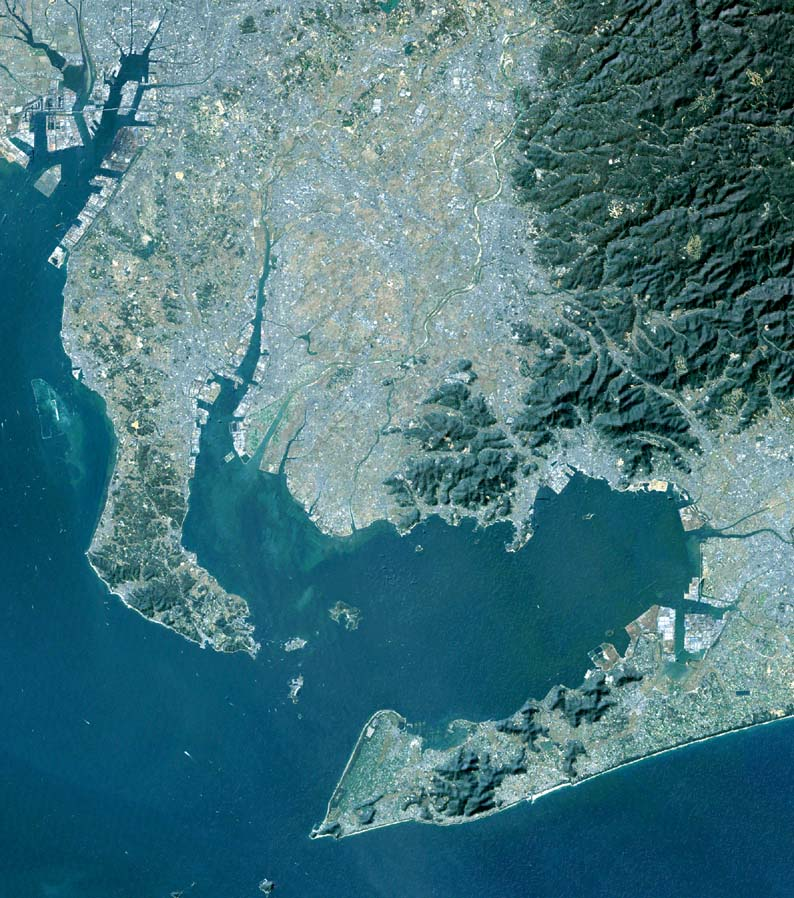
Imagem de satélite, península de Chita à esquerda, baía de Mikawa ao centro e Península de Atsumi em baixo à direita

Localização da península

A península de Chita (知多半島, Chita Hantō) é uma península localizada no sul da província de Aichi, no centro da ilha de Honshu, no Japão. 
A península está orientada aproximadamente na direcção norte-sul, tendo a oeste a baía de Ise e a leste a baía de Mikawa, tendo à sua frente, no lado oposto da baía de Mikawa, a península de Atsumi.